# 宮城県道29号河南築館線
宮城県道29号河南築館線（みやぎけんどう29ごう かなんつきだてせん）は、宮城県石巻市と栗原市を結ぶ県道（主要地方道）である。

## 概要

### 路線データ
- 実延長：32.2666 km[1]
- 起点：宮城県石巻市前谷地
- 終点：宮城県栗原市築館源光

## 歴史
- 1976年（昭和51年）
  - 4月1日 - 県道瀬峰河南線及び築館瀬峰線が、「河南築館線」として建設省（現・国土交通省）から主要地方道の指定を受ける。（起点：桃生郡河南町、終点：栗原郡築館町、重要な経過地：遠田郡涌谷町、同郡田尻町、栗原郡瀬峰町）[2]
  - 9月10日 - 宮城県が主要地方道47号として「県道河南築館線」を路線認定。[3]同時に瀬峰河南線、築館瀬峰線が路線廃止[4]。
- 1993年（平成5年）
  - 5月11日 - 建設省から、県道河南築館線が河南築館線として主要地方道に指定される[5]。
  - 10月19日 - 県道番号が決定[6]され、従前の主要地方道47号から、県道29号に変更される。（12月1日より施行）

## 路線状況
概ね整備は進んでいるが、所々に整備が行き届いていない区間がある。特に涌谷町 - 大崎市田尻 - 栗原市瀬峰の区間では幅員狭小であり、すれ違いが困難な区間が残る。

### 重複区間
- 宮城県道61号涌谷津山線：涌谷町猪岡短台 - 涌谷町吉住
- 宮城県道15号古川登米線：大崎市田尻大貫 地内
- 宮城県道1号古川佐沼線：栗原市瀬峰 地内

### 交通量[7]
- 涌谷町猪岡短台元舘下 - 4,439台
- 涌谷町太田台 - 990台
- 栗原市瀬峰新後谷地 - 6,495台
- 栗原市築館内沢 - 2,275台

## 地理

### 通過する自治体
- 石巻市
- 遠田郡涌谷町
- 大崎市
- 栗原市

### 交差する道路
- 宮城県道21号河南米山線（石巻市前谷地、起点）
- 宮城県道61号涌谷津山線（涌谷方面）（遠田郡涌谷町猪岡短台）
- 宮城県道61号涌谷津山線（津山方面）（遠田郡涌谷町吉住）
- 国道346号（遠田郡涌谷町小里）
- 宮城県道15号古川登米線（大崎市田尻大貫）
- 宮城県道1号古川佐沼線（バイパス）（栗原市瀬峰）
- 宮城県道1号古川佐沼線（本線・古川方面）（栗原市瀬峰下田）
- 宮城県道175号田尻瀬峰線（栗原市瀬峰藤沢、県道1号重複区間）
- 宮城県道1号古川佐沼線（本線・佐沼方面）（栗原市瀬峰横森前）
- 宮城県道36号築館登米線（栗原市築館）
- 国道398号（栗原市築館源光、終点）

### 沿線の施設など
- 石巻市立前谷地小学校
- 涌谷町立箟岳白山小学校
- 古川警察署大貫駐在所
- 瀬峰労働基準監督署
- 東北本線 瀬峰駅
- 国立療養所東北新生園
- 築館警察署玉沢駐在所
- 東北職業能力開発大学校